# 冯弘铎
冯弘铎（9世纪—907年），中国唐朝末年军阀，893年—902年间控制州地区（在今江苏南京）。

## 家世
冯弘铎是涟水人。初为涟水所属的感化军偏将，曾被小吏所辱，同来自涟水且从小与他友善的偏将张雄为他辩护，使得感化军节度使时溥怀疑他俩。光启二年（886年）十月，得知受到时溥怀疑，张雄和冯弘铎聚众三百出走，渡过长江，攻占镇海军治下的苏州，张雄自称刺史。最终他聚集起一支五万人、一千多艘船的军队，称其为天成军。

## 效力张雄
三年（887年）四月，张雄最终被淮南六合镇遏使徐约逐出苏州，沿长江流浪到东海，又返回沿江而上；冯弘铎追随他。当月，左厢都知兵马使毕师铎和他授以淮南节度权的盟友宣歙观察使秦彦控制淮南军部扬州，与围困扬州的庐州刺史杨行密之间爆发战斗。八月，秦彦、毕师铎因食物短缺，希望得到张雄强兵的援助，授张雄仆射告身，以三通尚书告身授裨将冯弘铎等，出城中金玉珠缯换取张雄富余的粮食。但张雄军得到城中的财物而变富后，拒绝加入秦、毕一方作战，顾自离去。张雄最终落脚于上元，唐昭宗以上元为中心新设昇州，以张雄为刺史。景福二年（893年）八月，张雄卒，冯弘铎代为刺史。

## 统治昇州
冯弘铎善骑射，侃侃而谈如同儒者。他拥有当地最强大的舰队，由远方好而耐用数十年的木材制成，被称为楼船，舰队之盛，闻名天下。为刺史后，扩建城防以备战守。乾宁二年（895年）（《十国春秋·吴太祖世家》作三年（896年）四月），他和已占有淮南的杨行密结好，请求归附。但他又派宾客牙将尚公乃劝杨行密把润州移交给他。杨行密拒绝，尚公乃说：“公不听我们的请求，但能胜过楼船吗？”但此事后，杨行密和冯弘铎之间并无大规模冲突。
天复二年（902年）三月，被宦官韩全诲和军阀凤翔节度使李茂贞控制的唐昭宗被另一大军阀宣武军节度使朱全忠围攻，以左金吾将军李俨为江、淮宣谕使，鼓励东南诸镇加入杨行密麾下攻打朱全忠。在李俨宣谕的诏书中，冯弘铎被任为武宁军（即感化军）节度使，出涟水攻打徐州、宣州。
此时冯弘铎感到夹在杨行密和杨行密附庸宁国军节度使田頵之间，不安，但自恃有楼船，没加入任何一方。田頵图谋冯弘铎的领地，招募曾为冯弘铎造船的工人为自己造船。工人反对，称田頵的领地内缺乏冯弘铎使用的木料，造出的船不会那样耐久。田頵则回答：“造就是了，我只需要用一次。”田頵很快建成了战舰队，准备迎战冯弘铎。
昇州数有怪象，人们背着抱着婴儿奔走，劝止不住。冯弘铎意识到田頵的企图，大将冯晖、颜建建议他先攻田頵。六月，他因而调舰队在长江上向西南行进，称准备攻打镇南军节度使钟传，其实意在攻打田頵。发兵当日，淮口有大风，卷起屋子，巨木在空中飞舞，昇州人大惊，说州要易主了。杨行密派使者阻止他，他不听。但他在葛山迎战田頵舰队时，却被田頵大破。
冯弘铎遭败后聚集舰队余部，计划沿江而下去东海。杨行密怕他重建舰队为后患，派使者去犒军，对他说，如果降顺，本人和军队都会得到善待，甚至还说如果冯弘铎要得扬州、当淮南节度使，他也愿意相让。冯弘铎左右都哭着愿意听命于杨行密。冯弘铎到东塘，九月，杨行密乘飞舻，带十余人，穿常服，不持兵器前去相见，到冯弘铎的船上，执冯弘铎手慰勉，冯弘铎全军感动欢呼，因而加入了杨行密的淮南军。杨行密任冯弘铎为淮南节度副使，以李神福代为昇州刺史，给冯弘铎的馆舍、馈赠都很丰厚，对冯弘铎所部将吏予以安置。此后冯弘铎事杨行密，不复叛。这时杨行密对尚公乃说：“颇记求润州时否？”尚公乃答以各为其主。杨行密笑道：“你事我杨叟如事冯公，无忧了！”田頵击破冯弘铎后，去广陵谢杨行密，趁机求领池州、歙州，杨行密不许，最终导致田頵叛乱。
冯弘铎一次陪杨行密祭祀汉高祖庙，树上有两只鸟栖息，杨行密命冯弘铎射之。冯弘铎一箭就将两鸟都射落。天祐四年（907年）卒。